# Viatkosuchus
Viatkosuchus es un género extinto de sinápsido cinodonto de Rusia.